# Crasville-la-Rocquefort
Crasville-la-Rocquefort is een gemeente in het Franse departement Seine-Maritime (regio Normandië) en telt 269 inwoners (1999). De plaats maakt deel uit van het arrondissement Dieppe. Er staat een zeventiende-eeuws kasteel met een grote ronde bakstenen duiventoren.

## Geografie
De oppervlakte van Crasville-la-Rocquefort bedraagt 5,2 km², de bevolkingsdichtheid is 51,7 inwoners per km². Het dorp Crasville ligt op een hoogte van 92 meter aan de rivier de Dun.
De onderstaande kaart toont de ligging van Crasville-la-Rocquefort met de belangrijkste infrastructuur en aangrenzende gemeenten.

## Demografie
Onderstaande figuur toont het verloop van het inwonertal (bron: INSEE-tellingen).

## Galerij

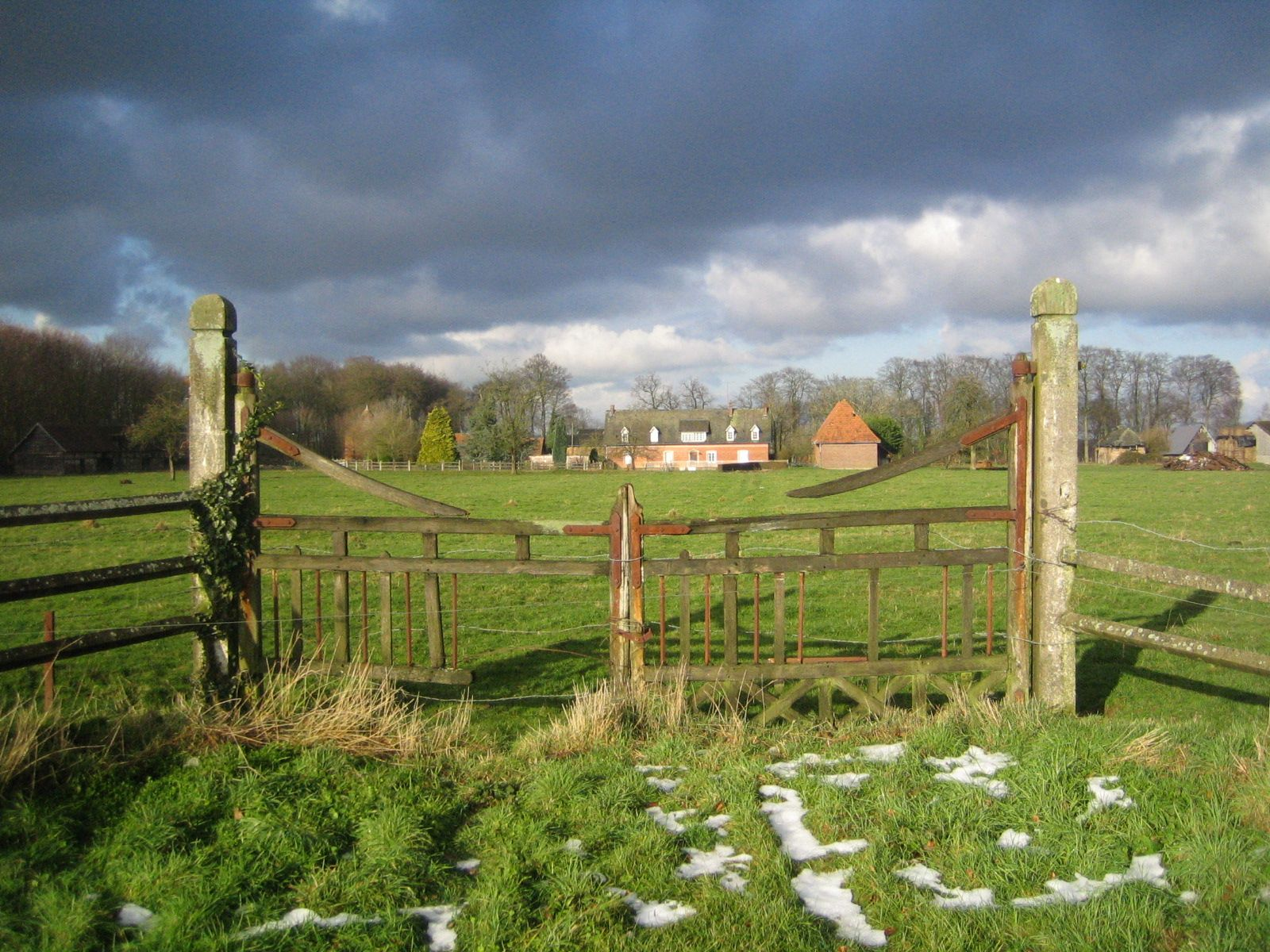
Het landelijke Crasville-la-Rocquefort
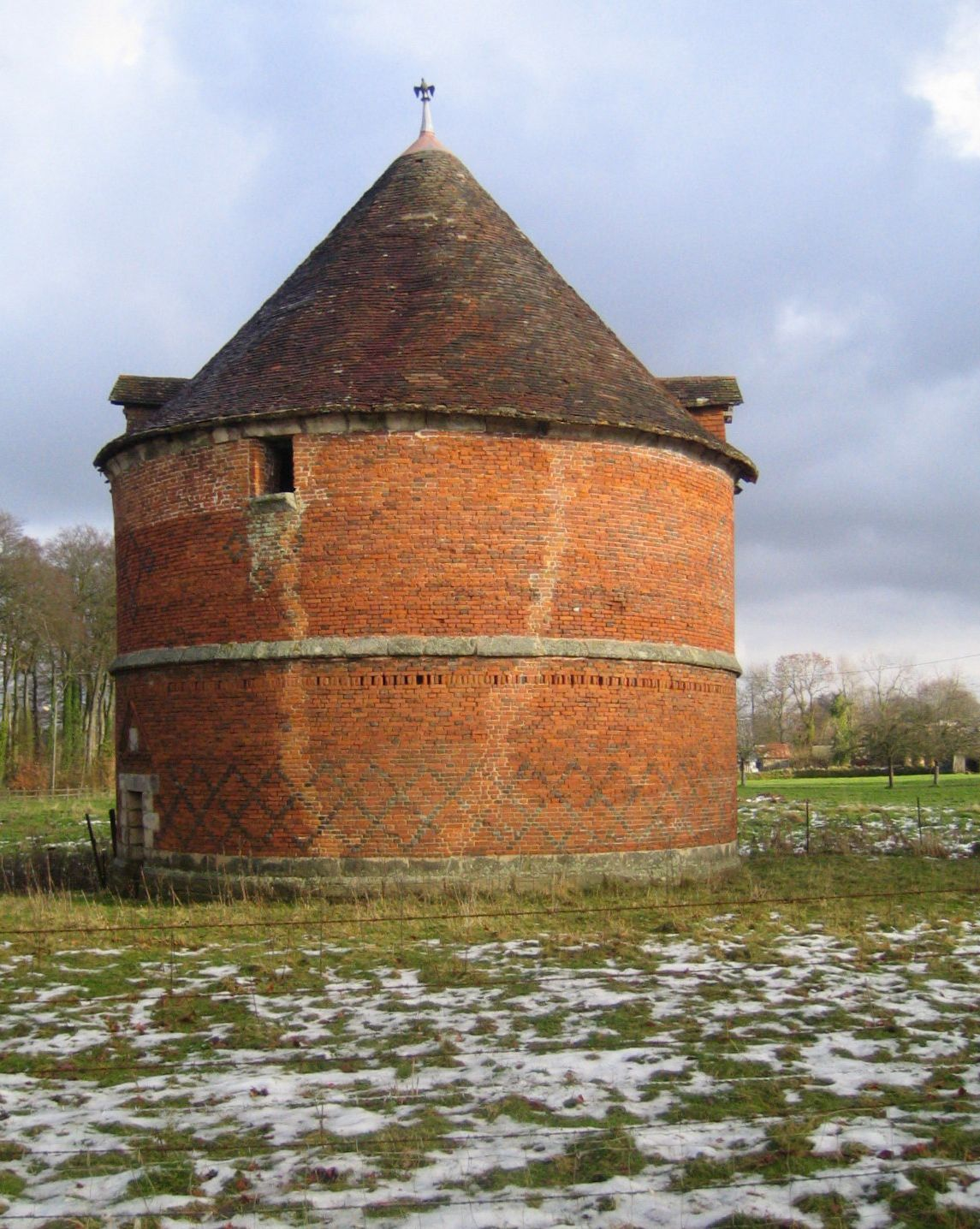
Duiventoren